# Механохимия
Механохимия е раздел от химията, изучаващ промяната на свойствата на веществата и смесите, както и физически и химически трансформации на механични влияния при деформации, триене и др.

## История
За първи път терминът е използван в „Учебнике общей химии“, издаден през 1885-1887 г. от професор Вилхелм Оствалд.
През 1954 г. е реализирана първата преработка на диаманти чрез взривни технологии.

## Същност на процеса
Пластична деформация на твърдо тяло обикновено води не само до промяна на формата му, но и до натрупване в него на дефекти, които променят физико-химични му свойства, включително и реактивността. Натрупването на дефекти се използва за ускоряване на реакции с участието на твърди вещества, намаляване на температурата и други начини за засилване на химични реакции в твърда фаза.

## Научни центрове
- Химикотехнологичен и металургичен университет
- Факултет по химия и фармация, Софийски университет
- Институт на химия на твърдото тяло и механохимия – Новосибирск

|  | Тази страница частично или изцяло представлява превод на страницата „Механохимия“ в Уикипедия на руски. Оригиналният текст, както и този превод, са защитени от Лиценза „Криейтив Комънс – Признание – Споделяне на споделеното“, а за съдържание, създадено преди юни 2009 година – от Лиценза за свободна документация на ГНУ. Прегледайте историята на редакциите на оригиналната страница, както и на преводната страница, за да видите списъка на съавторите. ВАЖНО: Този шаблон се отнася единствено до авторските права върху съдържанието на статията. Добавянето му не отменя изискването да се посочват конкретни източници на твърденията, които да бъдат благонадеждни. |